# Джамаа Сиди Рамдан
Мечеть Сиди Рамдан (араб. الجامع سيدي رمضان‎) или Джамаа Касба Эль-Кедима — мечеть в городе Алжир.

## История
Джамаа Касба Эль-Кедима (Мечеть старой цитадели) — мечеть в касбе города Алжира. Мечеть была построена в 1097 году в эпоху Булуггина ибн Зири, что делает её одной из старейших мечетей в Касбе и городе в целом. В XVI веке мечеть получила название Сиди Рамадан. По одной версии, она была названа в честь храброго мусульманского война Сиди Рамадана. По другой в честь благочестивого вали города Бискра. В 1904 году мечеть была объявлена национальным достоянием Алжира. В 1992 году она была включена в Список всемирного наследия ЮНЕСКО как часть Алжирской Касбы.

## Описание
Мечеть Джамаа Сиди Рамдан расположена в коммуне Баб-эль-Уэд города Алжире, столице Алжира. Архитектура типично берберская, с одним, 32 метровым, квадратным минаретом, двускатной крышей, покрытой черепицей. На здании мало элементов декора. Площадь здания 400 м².